# Телесенс ІТ
«Телесенс ІТ» — українське підприємство, один із найбільших європейських та СНД лідерів у галузі розробки, постачання та супроводу білінгових систем для ринку телекомунікацій, а також аутсорсінгових і аутстафінгових послуг для різноманітних доменів. Головний офіс компанії зареєстрований у Лондоні, Велика Британія - Telesens International ltd.

## Географія клієнтів
Підприємство обслуговує телеком-ринки України, Казахстану, Узбекистану, Туреччини, співпрацює з Deutsche Telekom, продає аутсорсингові та аутстафінгові сервіси в Англії, Європі та США.

## Продукти і послуги
Компанія Телесенс має 11 власних продуктів, VAS/OSS/BSS. Окрім телекомунікаційного домену, вона підприємство надає послуги стартапам і компаніям з фінтек, безпеки, фітнес, комунального, благодійного та інших доменів.
Підприємство розробляє білінгові продукти, надає консалтингові послуги та супровід своїх і сторонніх продуктів, які дають змогу робити надскладні розрахунки в телеком-сервісах, зокрема:
- Інтерконект
- Контент-білінг — система, що дає змогу продавати музику, книжки, інші сервіси
- Трафік-менеджер — розподіляє дзвінки за рівнем якості лінії зв'язку
- Т-Фактура — класифікує дзвінки за призначенням.

Перелік послуг компанії: розробка, аутстафінг, PM, BA, SA, QA, UI/UX design, консалтинг. В залежності від послуги, входить планування, надання послуги, інтеграція, тестування, супровід.

## Історія
Створена у 1998 німецькою компанією Deutsche Telekom AG, і працювала над контрактом на обслуговування з Deutsche Telecom. У 1999 році відкривається центр розробки в Україні, в Харкові, а в 2004 - в Києві.
У 2000 році компанію було додано до Франкфуртської фондової біржі. Почалось злиття з компанією KSCL — Kingston-SCL. У 2002 році стався розпад цих компаній.
Телесенс виступила як со-організатори та сторона, що приймає міжнародну конференцію ISTA 2001 - найбільшу ІТ-подію в Україні.
Компанія працювала і продовжує працювати з великими телеком провайдерами - Київстар, Водафон, Nokia, Казахтелеком, тощо.

## Ключові особи
- Рубін Едуард Юхимович — голова наглядової ради компанії «Телесенс ІТ», директор Харківського комп'ютерно-технологічного коледжу Національного технічного університету «Харківський політехнічний інститут», кандидат технічних наук, доцент